# Salacia hamputensis
Salacia hamputensis är en benvedsväxtart som beskrevs av Pierre. Salacia hamputensis ingår i släktet Salacia och familjen Celastraceae. Inga underarter finns listade.